# Gaurax nigroannulatus
Gaurax nigroannulatus är en tvåvingeart som först beskrevs av Malloch 1925.  Gaurax nigroannulatus ingår i släktet Gaurax och familjen fritflugor. Inga underarter finns listade i Catalogue of Life.